# Liste der Baudenkmäler in Hohenroth
Auf dieser Seite sind die Baudenkmäler in der unterfränkischen Gemeinde Hohenroth zusammengestellt. Diese Tabelle ist eine Teilliste der Liste der Baudenkmäler in Bayern. Grundlage ist die Bayerische Denkmalliste, die auf Basis des Bayerischen Denkmalschutzgesetzes vom 1. Oktober 1973 erstmals erstellt wurde und seither durch das Bayerische Landesamt für Denkmalpflege geführt wird. Die folgenden Angaben ersetzen nicht die rechtsverbindliche Auskunft der Denkmalschutzbehörde.

## Baudenkmäler nach Gemeindeteilen

### Hohenroth
| Lage                                             | Objekt                                               | Beschreibung | Akten-Nr.              | Bild           |
| ------------------------------------------------ | ---------------------------------------------------- | --- | ---------------------- | -------------- |
| Hauptstraße 5 (Standort)                         | Dreiseithof                                          | Zweigeschossiges giebelständiges Wohngebäude mit Satteldach, Fachwerk verputzt, Scheune und Nebengebäude Fachwerk mit Satteldach, überdachte Tormauer, 18./19. Jahrhundert.                        | D-6-73-135-4 Wikidata  | weitere Bilder |
| Hauptstraße 16 (Standort)                        | Pforte                                               | Rundbogig mit gestelztem Profil und mit Sitzkonsolen, Naturstein, Renaissance, 17. Jahrhundert. | D-6-73-135-3 Wikidata  | weitere Bilder |
| Kirchgasse 2 a (Standort)                        | Katholische Kuratiekirche Mariä Geburt               | Saalkirche mit Satteldach, seitlich gestellter Turm mit Zeltdach, niedriger eingezogener Chor mit Walmdach, natursteinsichtig mit expressionistischen Details, von 1931; mit barocker Ausstattung. | D-6-73-135-6 Wikidata  | weitere Bilder |
| Kirchgasse 2 a (Standort)                        | Barockes Sandsteinkruzifix mit Maria unter dem Kreuz | 18. Jahrhundert, zwischen Gedenktafeln für die Gefallenen der Weltkriege. | D-6-73-135-6 zugehörig | weitere Bilder |
| Neulandstraße 8 (Standort)                       | Friedhofsmauer                                       | Mit gerundeter Mauerkrone, Haustein und Bruchstein, 18. Jahrhundert. | D-6-73-135-7 Wikidata  | weitere Bilder |
| Nähe Raiffeisenstraße, Nähe Seestraße (Standort) | Golgathakreuz mit Totenschädel am Kreuzfuß           | Sandstein, bezeichnet mit 1832 | D-6-73-135-7           | BW             |
| Nähe Raiffeisenstraße, Nähe Seestraße (Standort) | Kreuzweg aus vierzehn Stationen mit Sandsteinreliefs | 1832 | D-6-73-135-7           | weitere Bilder |
| Nähe Raiffeisenstraße, Nähe Seestraße (Standort) | Kruzifix                                             | Sandstein, um 1800, von der Steige hierher versetzt | D-6-73-135-7 zugehörig | BW             |

### Leutershausen
| Lage                              | Objekt | Beschreibung | Akten-Nr.              | Bild           |
| --------------------------------- | --- | --- | ---------------------- | -------------- |
| Johann-Klöhr-Straße 36 (Standort) | Teile der spätbarocken Ausstattung des Vorgängerbaus (Kuratiekirche St. Bartholomäus von 1803) im Neubau von 1992 | Hochaltar aus Maria Bildhausen, Rokoko um 1750, Wendelinusbild, Johann Peter Herrlein zugeschrieben, 18. Jahrhundert, Figuren (Maria Immaculata, zwei Zisterzienserheilige und Jesus) und Gemälde mit Kreuzwegstationen, 18. Jahrhundert.           | D-6-73-135-11 Wikidata | weitere Bilder |
| Johann-Klöhr-Straße 36 (Standort) | Neugotischer Kreuzweg                                                                                             | Sandstein mit gusseisernen Reliefs, zweite Hälfte 19. Jahrhundert. | D-6-73-135-12 Wikidata | weitere Bilder |
| Nähe Ringstraße (Standort)        | Kriegerdenkmal für die Gefallenen des Deutsch-Französischen Krieges 1870/71                                       | Ende 19. Jahrhundert, Steinfigur der Patrona Bavariae über Inschriftsockel, 1871 (auf Sockel Abguss, Originalfigur der Patrona Bavariae daneben aufgestellt), in Bezug dazu zwei Tafeln der Gefallenen der beiden Weltkriege, 1992 hierher versetzt | D-6-73-135-13 Wikidata | weitere Bilder |
| Salzforst (Standort)              | Wegkreuz | Würfelförmiges Podest mit Kruzifix aus Kunststein, erste Hälfte 20. Jahrhundert; an der Straße Leutershausen–Windshausen, zweihundert Meter westlich des Dorfes, an der Abzweigung eines Holzweges.                                                 | D-6-73-135-15 Wikidata | weitere Bilder |
| Vieräcker (Standort)              | Bildstock | Marienrelief, rückseitig Kreuzsymbol, Sandstein, bezeichnet mit 1755; an der Straße nach Bad Neustadt an der Saale. | D-6-73-135-14 Wikidata | BW             |

### Querbachshof
| Lage                      | Objekt                | Beschreibung | Akten-Nr.               | Bild       |
| ------------------------- | --------------------- | --- | ----------------------- | ---------- |
| Bauersgrund (Standort)    | Bildstock             | Relief der Kreuzigungsgruppe unter Putten, Rokoko, zweite Hälfte 18. Jahrhundert.                                                                | D-6-73-135-23 Wikidata  | BW         |
| Querbachshof 4 (Standort) | Ehemaliges Bauernhaus | Ehemaliges Wohnstallhaus, zweigeschossiges giebelständiges Satteldachhaus, massives Erdgeschoss, Obergeschoss mit Zierfachwerk, 18. Jahrhundert. | D-6-73-135-16 Wikidata  | BW         |
| Querbachshof 7 (Standort) | Bauernhof             | Zweigeschossiges Wohnhaus mit Satteldach, massives Erdgeschoss, verschindeltes Fachwerkobergeschoss, bezeichnet mit 1850.                        | D-6-73-135-17 Wikidata  | BW         |
| Querbachshof 7 (Standort) | Bauernhof             | Nebengebäude hakenförmig den Hof umfassend, 1850.                                                                                                | D-6-73-135-17 zugehörig | BW         |
| Querbachshof 8 (Standort) | Steinkreuz            | Sandstein, bezeichnet mit 1861. | D-6-73-135-24           | Steinkreuz |

### Windshausen
| Lage                           | Objekt                                  | Beschreibung                                                                                                  | Akten-Nr.               | Bild           |
| ------------------------------ | --------------------------------------- | --- | ----------------------- | -------------- |
| Struthofstraße 1 (Standort)    | Katholische Filialkirche St. Bonifatius | Neugotische Chorturmkirche, Schiff mit Satteldach, Chorturm mit oktogonalem Spitzhelm, 1889; mit Ausstattung. | D-6-73-135-18 Wikidata  | weitere Bilder |
| Struthofstraße 1 (Standort)    | Kirchhofmauer mit Böschungspfeilern     | | D-6-73-135-18 zugehörig | weitere Bilder |
| Struthofstraße 5 (Standort)    | Heiligenhäuschen                        | Steinbau mit Kreuzigungsgruppe, von 1798.                                                                     | D-6-73-135-19 Wikidata  | BW             |
| Struthofstraße 6 (Standort)    | Wohnhaus eines ehemaligen Bauernhauses  | Zweigeschossiger Eckbau mit Satteldach, mit Zierfachwerk, 18. Jahrhundert.                                    | D-6-73-135-20 Wikidata  | weitere Bilder |
| Nähe Struthofstraße (Standort) | Friedhofskreuz                          | Sandstein, von 1829.                                                                                          | D-6-73-135-21 Wikidata  | BW             |

## Ehemalige Baudenkmäler
In diesem Abschnitt sind Objekte aufgeführt, die früher einmal in der Denkmalliste eingetragen waren, jetzt aber nicht mehr. Objekte, die in anderem Zusammenhang – also z. B. als Teil eines Baudenkmals – weiter eingetragen sind, sollen hier nicht aufgeführt werden. Aktennummern in diesem Abschnitt sind ehemalige, jetzt nicht mehr gültige Aktennummern.

| Lage                                                       | Objekt            | Beschreibung | Akten-Nr.              | Bild           |
| ---------------------------------------------------------- | ----------------- | --- | ---------------------- | -------------- |
| Hohenroth Eckenstraße (Standort)                           | Muttergottesfigur | Sandstein, Ende 14. Jahrhundert (Kopie; Original seit 2001 im Diözesanmuseum Würzburg), in modernem Heiligenhäuschen. | D-6-73-135-2 Wikidata  | weitere Bilder |
| Hohenroth Hauptstraße 14 a (Standort)                      | Pforte            | Sandstein, bezeichnet mit 1836.                                                                                       | D-6-73-135-5 Wikidata  | BW             |
| Hohenroth Hauptstraße 20 (Standort)                        | Kapelle           | Ende 19. Jahrhundert, mit Figurengruppe der heiligen Dreifaltigkeit, 18. Jahrhundert, aus der Kirche von Bastheim.    | D-6-73-135-22 Wikidata | BW             |
| Hohenroth Sommersbühl; an der Straße nach Leutershausen () | Bildstock         | Von 1628. | D-6-73-135-10 Wikidata |                |
| Hohenroth Werthstraße 8 (Standort)                         | Wohnhaus          | Eingeschossiger Satteldachbau über hohem Keller in Ecklage, verputzt, 18. Jahrhundert.                                | D-6-73-135-9 Wikidata  | BW             |

## Abgegangene Baudenkmäler
In diesem Abschnitt sind Objekte aufgeführt, die früher einmal in der Denkmalliste eingetragen waren, jetzt aber nicht mehr existieren, z. B. weil sie abgebrochen wurden. Aktennummern in diesem Abschnitt sind ehemalige, jetzt nicht mehr gültige Aktennummern.

| Lage                               | Objekt | Beschreibung                                                      | Akten-Nr.             | Bild           |
| ---------------------------------- | ------ | ----------------------------------------------------------------- | --------------------- | -------------- |
| Hohenroth Werthstraße 7 (Standort) | Pforte | Vorhangbogenportal, Naturstein, nachgotisch, bezeichnet mit 1626. | D-6-73-135-8 Wikidata | weitere Bilder |